# Mielec
Mielec là một thị trấn thuộc huyện Mielecki, tỉnh Podkarpackie ở đông-nam Ba Lan. Thị trấn có diện tích 47 km². Đến ngày 1 tháng 1 năm 2011, dân số của thị trấn là 60743 người và mật độ 1295 người/km².